# Mikrogeophagus
Mikrogeophagus – rodzaj słodkowodnych ryb okoniokształtnych z rodziny pielęgnicowatych (Cichlidae).

## Występowanie
Brazylia, Boliwia, Wenezuela i Kolumbia.

## Klasyfikacja
Gatunki zaliczane do tego rodzaju:
- Mikrogeophagus altispinosus (Haseman, 1911)
- Mikrogeophagus maculicauda Staeck, Ottoni & Schindler, 2022
- Mikrogeophagus ramirezi (Myers & Harry, 1948) – pielęgniczka Ramireza[4][5][6][7], pielęgniczka motylowa[5][7], motylek Ramireza[8]

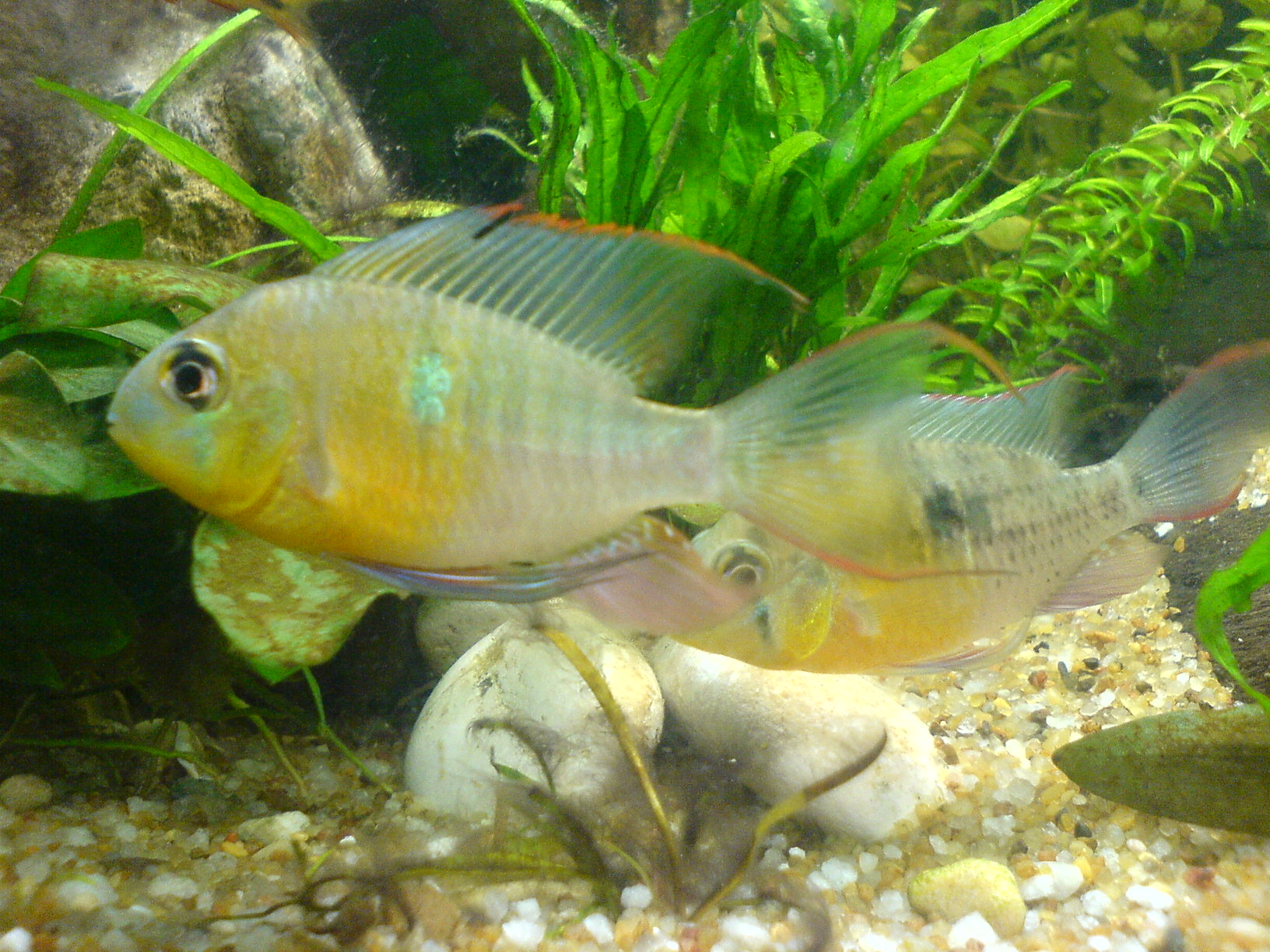
Mikrogeophagus altispinosus